# Homalia webbiana
Homalia webbiana là một loài Rêu trong họ Neckeraceae. Loài này được (Mont.) Schimp. miêu tả khoa học đầu tiên năm 1896.